# Arrondissement de Minden-Lübbecke
L'arrondissement de Minden-Lübbecke, en allemand Kreis Minden-Lübbecke, est une division administrative allemande, située dans le land Rhénanie-du-Nord-Westphalie et la province de Westphalie-Lippe.

## Situation géographique
L'arrondissement de Minden-Lübbecke (Kreis Minden-Lübbecke) est situé à l'extrême nord-est du Land de Rhénanie-du-Nord-Westphalie. Il est limité de la Basse-Saxe, arrondissements d'Osnabrück, de Diepholz, de Nienburg et de Schaumburg, à l'ouest, au nord et à l'est. Au sud, il a des limites avec les arrondissements de Herford et de Lippe.

## Histoire
L'arrondissement fut créé le 1er janvier 1973 par loi du 24 octobre 1972 en fusionnant les anciens arrondissements de Minden et de Lübbecke.

## Communes
L'arrondissement compte 11 communes dont 8 villes:
| Communes                   | Population (30 juin 2004) |
| -------------------------- | ------------------------- |
| Bad Oeynhausen, ville      | 49 540                    |
| Espelkamp, ville           | 26 412                    |
| Hille                      | 16 538                    |
| Hüllhorst                  | 13 681                    |
| Lübbecke, ville            | 26 295                    |
| Minden, ville              | 82 979                    |
| Petershagen, ville         | 27 077                    |
| Porta Westfalica, ville    | 36 362                    |
| Preußisch Oldendorf, ville | 13 491                    |
| Rahden, ville              | 16 043                    |
| Stemwede                   | 14 518                    |

## Politique

### Élections du préfet (Landrat)
|       | Scrutin du 12 septembre 1999 | Scrutin du 12 septembre 1999 | Scrutin du 12 septembre 1999 | ballotage | ballotage | Scrutin du 26 septembre 2004 | Scrutin du 26 septembre 2004 | Scrutin du 26 septembre 2004 |
| Parti | Candidat                     | Votes                        | %                            | Votes     | %         | Candidat                     | Votes                        | %                            |
| ----- | ---------------------------- | ---------------------------- | ---------------------------- | --------- | --------- | ---------------------------- | ---------------------------- | ---------------------------- |
| CDU   | Wilhelm Krömer               | 67 146                       | 48,0 %                       | 64 244    | 54,3 %    | Wilhelm Krömer               | 75 460                       | 53,7 %                       |
| SPD   | Heinrich Dietmar Borcherding | 59 380                       | 42,5 %                       | 53.975    | 45,7 %    | Roland Engels                | 45 713                       | 32,5 %                       |
| Grüne | Elke Schmidt-Sawatzki        | 6 906                        | 4,9 %                        |           |           | Rainer Müller-Held           | 10 670                       | 7,6 %                        |
| FWG   |                              |                              |                              |           |           | Kurt Riechmann               | 7 373                        | 5,2 %                        |
| ödp   | Jacqueline Lauf              | 1.322                        | 0,9 %                        |           |           | Andreas vom Cleff            | 1 299                        | 0,9 %                        |
| FDP   | Kai Abruszat                 | 5 005                        | 3,6 %                        |           |           |                              |                              |                              |

### Élections du conseil (Kreistag) du 26 septembre 2004
| Parti | Votes  | %      | Sièges |
| ----- | ------ | ------ | ------ |
| CDU   | 60 646 | 43,0 % | 26     |
| SPD   | 48 578 | 34,4 % | 21     |
| Grüne | 12 288 | 8,7 %  | 5      |
| FDP   | 10 043 | 7,1 %  | 4      |
| FWG   | 5 160  | 3,7 %  | 2      |
| REP   | 3 485  | 2,5 %  | 2      |
| ödp   | 905    | 0,6 %  | -      |

## Juridictions
Juridiction ordinaire
- Cour d'appel (Oberlandesgericht) de Hamm
  - Tribunal régional (Landgericht) de Bielefeld
    - Tribunal cantonal (Amtsgericht) de Bad Oeynhausen : Bad Oeynhausen
    - Tribunal cantonal de Lübbecke : Hüllhorst, Lübbecke, Preußisch Oldendorf
    - Tribunal cantonal de Minden : Hille, Minden, Petershagen, Porta Westfalica
    - Tribunal cantonal de Rahden : Hüllhorst, Lübbecke, Preußisch Oldendorf

Juridiction spéciale
- Tribunal supérieur du travail (Landesarbeitsgericht) de Hamm
  - Tribunal du travail (Arbeitsgericht) de Minden
- Tribunal administratif (Verwaltungsgericht) de Minden
- Tribunal des affaires de Sécurité sociale (Sozialgericht) de Detmold